# Ajtai K. Sándor
Ajtai K(ovách) Sándor (Kolozsvár, 1845. március 24. – Budapest,  1917. június 4.) orvos, egyetemi tanár, Ajtai K. Albert nyomdatulajdonos testvéröccse.

## Életpályája
Kolozsvári polgári szülőktől származik. Középiskoláit szülővárosában végezte, majd  1864–1869 között a budapesti egyetemre járt, ahol az orvosi pályát választotta. 1870-ben a budapesti egyetemen lett tanársegéd, ahol kórbonctant adott elő. 1873-ban kinevezték a kolozsvári egyetemre nyilvános  rendkívüli tanárnak az általános kór- és gyógyszertanra, ahol később rendes tanár lett.  Az 1874–1875-ös tanévtől a törvényszéki orvostant és az orvosi rendészetet tanította. Az  államorvostani intézet igazgatója volt. 1877–1881 között az orvostudományi kar dékánja volt, 1881–1882-ben az egyetem rektorává választották. 
1882 végén a budapesti egyetemre helyezték át, ahol 1915-ig a törvényszéki orvostan tanára volt, 1906–1907-ben rektor volt.

## Munkássága
Kutatási területe a törvényszéki orvostani anatómia volt. Orvosi és közegészségügyi cikkei az Orvosi Hetilapban jelentek meg.

### Munkáiból
- Vizsgálatok az ízületi belhártya szövettanának köréből. (Orvosi Hetilap, 1872)
- Az ízlésszervek szövettanához. (Orvosi Hetilap, 1872)
- Beitrag zur Kenntniss der Geschmacksorgane. Strassburg, 1872. (Különnyomat az «Archiv für Mikrosk. Anatomie»-ból.)
- Az egyetem története 1881–82. Visszatekintéssel az 1872–1882. első decenniumra. Kolozsvár, 1883. (Rektori székéről lelépő beszéd.)
- Törvényszéki-orvostani jegyzetek. (Bp., 1890–1891)
- A bűnügyi beszámítási képesség négy esete, törvényszéki orvosi szempontból. (VII. tábla.), EME Értesítő, 1982.
- Beszéd, mellyel a budapesti királyi magyar tudományegyetem rektori székét az 1906., 1907. tanévi beiktatási ünnepélyen elfoglalta. (8-r. 18 l.) Budapest, 1906. Egyetemi könyvnyomda.